# Gurdijelje
Gurdijelje (cirill betűkkel Гурдијеље) település Szerbiában, a Raškai körzet Tutini községében.

## Népesség
- 1948-ban 251 lakosa volt.
- 1953-ban 280 lakosa volt.
- 1961-ben 298 lakosa volt.
- 1971-ben 220 lakosa volt.
- 1981-ben 202 lakosa volt.
- 1991-ben 170 lakosa volt.
- 2002-ben 93 lakosa volt, akik közül 87 bosnyák (93,54%) és 6 muzulmán.